# Baekje Cultural Land
A Baekje Cultural Land (hangul: 백제문화단지, Pekcse Munhva Tandzsi, handzsa: 百濟文化團地, RR: Baekje Munhwa Danji) történelmi tematikus élménypark Dél-Korea Dél-Cshungcshong (Chungcheong) tartományában, Pujo (Buyeo) megyében. Területe 3 305 785 m². Ez Dél-Korea legnagyobb történelmi tematikus parkja, melyet a Pekcse (Baekje) királyság kultúrájának megőrzésére építettek. Minden évben megrendezésre kerül itt a Pekcse (Baekje) Kulturális Fesztivál. A  helyszínen több szaguk (sageuk) történelmi sorozatot és műsort is forgattak, például a Moon Lovers: Scarlet Heart Ryeo-t, vagy a Running Man varietéműsor egyik epizódját.

## Története és látnivalói
A projektet 1994-ben hagyták jóvá, az alapkőletétel 1998-ban történt meg. 2006-ban megnyílt a Pekcse (Baekje) Történelmi Múzeum, majd 2010-ben a parkot is megnyitották a látogatók előtt.
A parkban történelmi szempontból fontos épületek másai épültek fel, például a Nungsza (능사, Neungsa) templomé, amely a kor egyik legfontosabb buddhista temploma volt, valamint a Szabi palota másolata is elkészült. Az élménypark otthont egy úgynevezett „élő falunak”, ahol parasztok és nemesek házai láthatóak, köztük Kjebek (Gyebaek) tábornok otthonának rekonstruált verziójával. Pekcse (Baekje) első fővárosának, Ürjeszong (Wiryeseong)nak a mását is megépítették itt. Az épületek mellett korabeli sírok is láthatóak, melyeket Pujo (Buyeo) megye más részeiről szállítottak át ide kiállítani.
A parkban naponta kétszer előadást is láthatnak a látogatók „A hétágú kard születése” címmel.